# Smiths Schlankhai
Smiths Schlankhai (Leptocharias smithii), auch bekannt als Bartel-Glatthai, ist die einzige Art der Familie Leptochariidae.

## Körperbau
Smiths Schlankhai ist ein hellgrauer bis graubrauner Hai, der durchschnittlich 50 bis 70 und maximal etwa 80 Zentimeter lang wird. Dabei ist die Bauchseite heller als der Rücken gefärbt. Der Hai besitzt zwei ungleich große Rückenflossen. Die erste Rückenflosse beginnt hinter dem Ende der Brustflossen, die zweite auf der Höhe der Analflosse. Das Maul ist relativ lang, an den Nasenlöchern tragen die Tiere charakteristische Barteln. Männchen haben stark vergrößerte Vorderzähne, die wahrscheinlich bei der Paarung zum Festhalten des Weibchens genutzt werden.

## Verbreitung

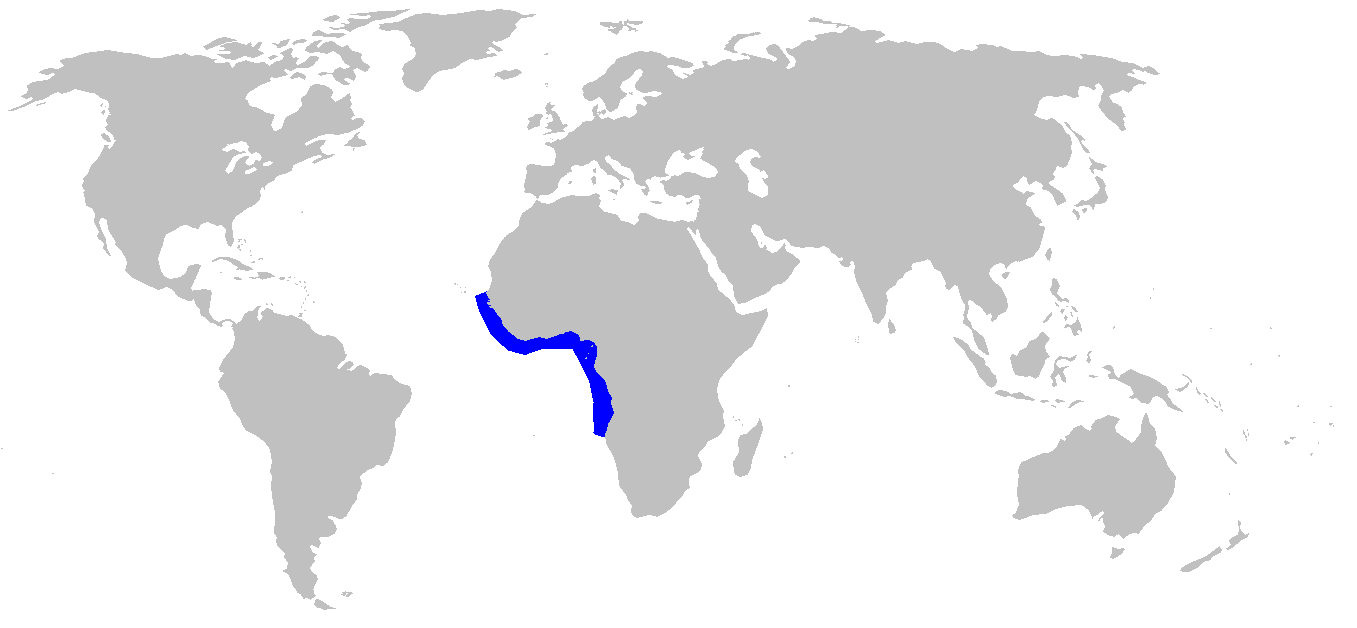
Verbreitungsgebiete von Smiths Schlankhai

Der Hai lebt über dem Kontinentalschelf des östlichen Atlantik vor der Küste Westafrikas von Mauretanien bis Angola. Eine Verbreitung vor der Küste Marokkos und im Mittelmeer wird angenommen, ist aber nicht nachgewiesen. Besonders häufig findet er sich auf Schlammböden vor Flussmündungen in Tiefen von 10 bis 75 Metern.

## Lebensweise
Er ernährt sich von kleinen, bodenlebenden Tieren, bevorzugt von Krebstieren. Daneben frisst er Sardinen, Sardellen, Plattfische, Schlangenaale, Schleimfische, Grundeln, Kraken und sogar Schwämme.
Smiths Schlankhai ist lebendgebärend (Viviparie). Dabei bringen die Weibchen nach einer Tragzeit von etwa vier Monaten pro Wurf weniger als zehn Jungtiere zur Welt. Die Geschlechtsreife erreichen die Tiere mit etwa 55 bis 60 Zentimetern.

## Gefährdung
Smiths Schlankhai ist für den Menschen ungefährlich. Er ist in der Roten Liste der IUCN als „gering gefährdet“ eingestuft („Near Threatened“), da er noch als relativ häufig in seinem begrenzten Verbreitungsgebiet angesehen wird. Daten zur kommerziellen Nutzung und zur Populationsgröße der Tiere fehlen allerdings.